# Michael Bajus

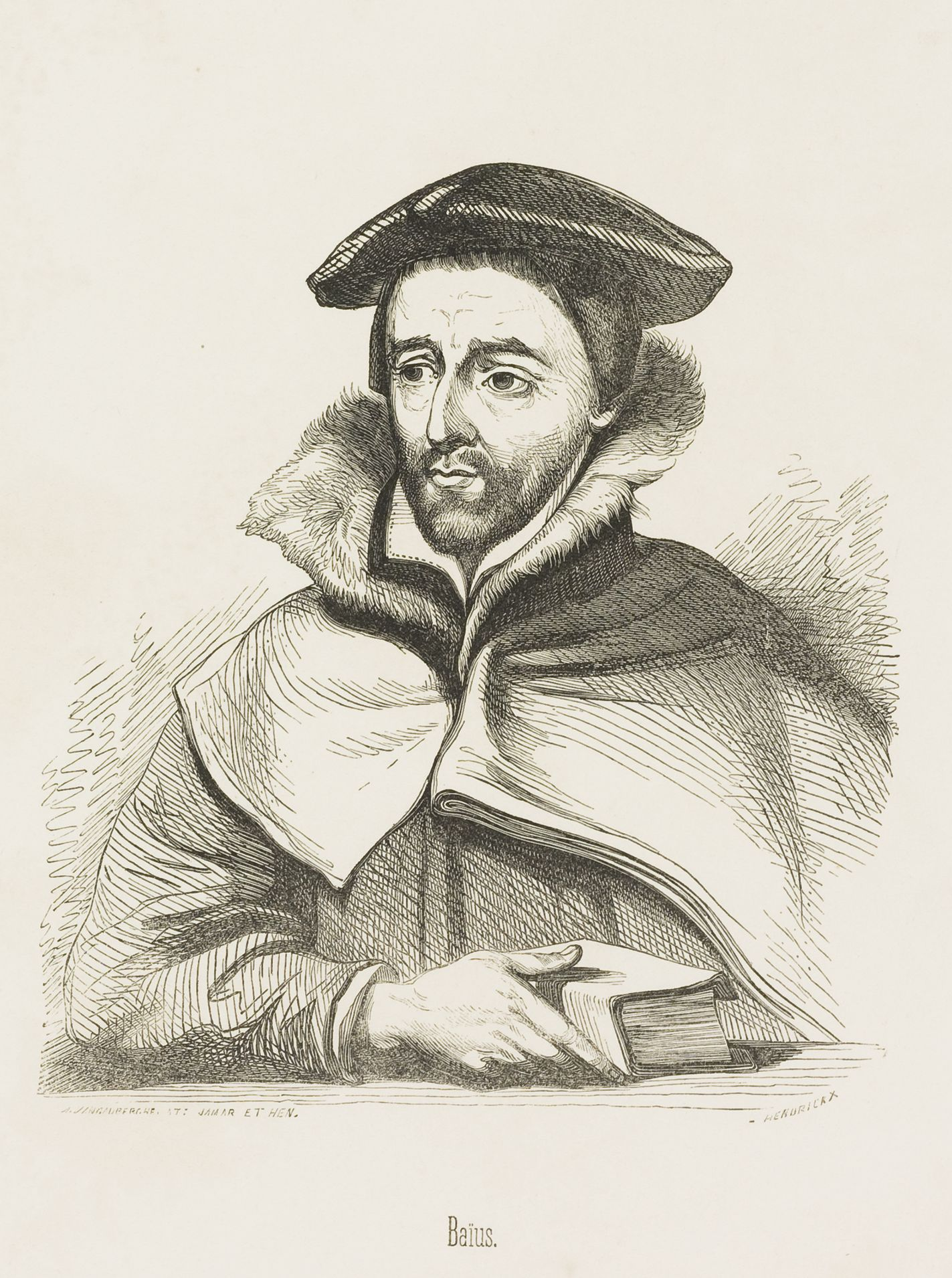
Michael Bajus

Michael Bajus (eigentlich Michael de Bay; * 1513 in Melin im Hennegau; † 16. Dezember 1589 in Löwen) war einer der bedeutendsten Theologen der katholischen Kirche im 16. Jahrhundert. Seine Lehre wurde als Bajanismus bekannt. 

## Leben und Lehre

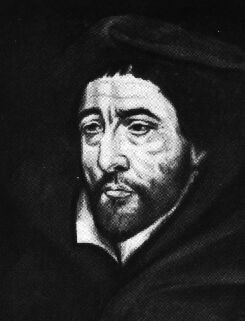
Michel de Bay

Michael Bajus wurde 1551 Professor der Theologie an der Universität Löwen.
Mit seinem Kollegen Johann Hessels (1522–1566) trug er von Augustinus beeinflussten Lehren von der göttlichen Gnade vor und wurde deshalb von den Franziskanern heftig angegriffen. Auch Theologen der Sorbonne verwarfen die Lehre des Bajus. Er verteidigte sich 1560 mit als Annotationes (lat.: Anmerkungen) bezeichneten Klarstellungen. Die Annotationes sind ein wichtiges Selbstzeugnis vom Anfang des Streits um seine Lehre. Damit schien sich die Debatte zeitweilig beruhigt zu haben, denn 1563 wurde Bajus zusammen mit Hessels als theologischer Ratgeber zum Ende der letzten Sitzungsperiode des Tridentiner Konzils entsandt. Doch traf er zu spät ein, als dass er in den Schlussberatungen noch wegweisende Anregungen hätte beitragen können.
Doch dann verurteilte bzw. beanstandete Pius V. am 1. Oktober 1567 in seiner Bulle Ex omnibus afflictionibus 79 Sätze aus Bajus neueren Schriften, ohne dessen Namen zu nennen. Die Bulle wurde erst publiziert, als Bajus 1569 in einer Schutzschrift erklärt hatte, dass jene Sätze nicht seine Lehre seien. Dies bestätigte er im Jahr darauf, als Antoine Perrenot de Granvelle in dieser Sache im päpstlichen Auftrag nach Löwen kam. Die Universität verweigerte die Unterschrift der Bulle, sodass Bajus’ Stellung als theologischer Lehrer nicht beeinträchtigt wurde. 1578 wurde Bajus sogar Kanzler der Universität Löwen. Papst Gregor XIII. wiederholte allerdings in seiner Bulle Provisionis nostrae vom 29. Januar 1579 wörtlich die Vorhaltungen der Bulle seines Amtsvorgängers zwölf Jahre zuvor. Er entsandte Francisco Toledo nach Löwen, der dort Bajus die Bulle vorlegte. Bajus erklärte am 24. März 1580 von neuem, dass er sich füge und nichts der kirchlichen Lehre Entgegenstehendes lehren werde. Dafür lobte ihn Toledo: „Niemand ist gelehrter und niemand demütiger als Bajus.“
Sieben Jahre später entbrannte der Streit erneut – und diesmal noch heftiger und nunmehr ausgelöst von Bajus. Denn er hatte 1587 mit einigen Universitätskollegen 34 Sätze aus den 1586 veröffentlichten „Theses theologicæ“ des Jesuiten Leonhardus Lessius als pelagianisch und unmoralisch verworfen. Der päpstliche Nuntius Giovanni Francesco Bonomi gebot den streitenden Parteien schließlich Stillschweigen.
Die Lehre des Bajus (Bajanismus; frz. baïanisme) von der Sünde, dem freien Willen und der Gnade, mit der er auch die Bestreitung der päpstlichen Unfehlbarkeit und der unbefleckten Empfängnis Mariens sowie die Behauptung verband, dass die bischöfliche Gewalt unmittelbar von Gott sei, suchte später im Jansenismus zu kirchlicher Geltung und Anerkennung zu gelangen. Einer seiner theologischen Widersacher war Robert Bellarmin. Adolf von Harnack urteilte: „Bajus hat in seiner Lehre auch die evangelischen Grundgedanken, ohne es zu wollen, gestreift, wenn auch seltsam vermischt mit katholischen Lehren.“

## Werke
Die Werke von Michael Bajus wurden 1696 in Köln von Gabriel Gerberon (1628–1711) herausgegeben.